# Xã Lemond, Quận Steele, Minnesota
Xã Lemond (tiếng Anh: Lemond Township) là một xã thuộc quận Steele, tiểu bang Minnesota, Hoa Kỳ. Năm 2010, dân số của xã này là 501 người.